# Jack Coleman (acteur)
John MacDonald Coleman (Easton, 21 februari 1958) is een Amerikaans televisie- en filmacteur. Hij verving in 1982 acteur Al Corley in de televisieserie Dynasty als het homoseksuele personage Steven Carrington, die hij vervolgens in 149 afleveringen speelde. Zijn filmdebuut volgde in The Pursuit of Happiness uit 1988. Coleman speelde tussen juli 2006 en januari 2016 Noah Bennet in Heroes en Heroes Reborn, na Steven Carrington zijn omvangrijkste rol.
Coleman maakte in 1981 zijn acteerdebuut voor de camera met een eenmalige gastrol in de soapserie Days of our Lives. Een jaar later werd hij in Dynasty voor het eerst opgenomen in de vaste cast van een televisieserie, in een rol die al voor zijn aantreden bestond. Sindsdien bouwde Coleman een cv op met daarop zowel bioscoopfilms, wederkerende rollen in verscheidene series en meer dan tien televisiefilms. Daarnaast speelde hij eenmalige gastrollen in onder meer Diagnosis Murder (1995), Providence (2001), Becker (2002), CSI: Miami (2004) en Entourage (2006).
Coleman trouwde in 1996 met actrice Beth Toussaint, met wie hij in 1999 een dochter kreeg. Hij is een afstammeling van Amerikaans politicus en wetenschapper Benjamin Franklin. 

## Filmografie
*Exclusief 10+ televisiefilms tenzij aangegeven
- Rattlesnakes (2019)
- The Tank (2017)
- The Submarine Kid (2015)
- Beautiful Loser (2008)
- Cow Belles (2006, televisiefilm)
- Studio City (2003)
- The Landlady (1998)
- Spawn (1997)
- Time Under Fire (1996)
- Foreign Student (1994)
- Trapped in Space (1994)
- The Pursuit of Happiness (1988)

## Televisieseries
*Exclusief eenmalige gastrollen
- Chicago P.D. - Bob Ruzek (2015-2018, twee afleveringen)
- Hawaii Five-0 - Miller (2018, twee afleveringen)
- Heroes Reborn - Noah Bennet (2015-2016, dertien afleveringen)
- Castle - William Bracken (2012-2016, zes afleveringen)
- Heroes Reborn: Dark Matters - Noah Bennet (2015, twee afleveringen)
- Ultimate Spider-Man - stem Dr. Strange (2012-2014, drie afleveringen)
- Scandal - Daniel Douglas Langston (2013, zes afleveringen)
- Burn Notice - Andrew Strong (2013, elf afleveringen)
- The Office US - Rob Lipton (2013, elf afleveringen)
- The Vampire Diaries - Bill Forbes (2011-2012, vijf afleveringen)
- Heroes - Noah Bennet (2006-2010, 73 afleveringen)
- Kingdom Hospital - Peter Rickman (2004, dertien afleveringen)
- The Naked Truth - Colin Terell (twee afleveringen)
- Dynasty - Steven Carrington (1982-1988, 149 afleveringen)
- Nightmare Cafe - Frank Nolan (1992, zes afleveringen)
- The Love Boat - Scott Barrett (1985, twee afleveringen)
- Castle - Senator William H Bracken (2013, twee afleveringen)

- Bibliothèque nationale de France: cb14165614p (data)
- Gemeinsame Normdatei: 140987584
- International Standard Name Identifier: 0000 0001 1437 9320
- Library of Congress Control Number: no2007131108
- Virtual International Authority File: 12099599
- WorldCat: E39PBJtRGHpXJYH4gqJpJRKPQq